# Harlekinflughunde
Harlekinflughunde (Scotonycteris) sind eine in Afrika verbreitete Gattung von Flughunden. Laut einer Studie von 2020 bilden die Arten zusammen mit den Kurzgaumen-Flughunden (Casinycteris) die Tribus Scotonycterini.

## Merkmale
Von den ursprünglich in dieser Gattung gelisteten Arten erreicht der Zenker-Harlekinflughund einer Kopf-Rumpf-Länge von 65 bis 80 mm und die anderen Vertreter sind etwa gleich groß. Der Schwanz ist nur ein unscheinbarer Stumpf, die Unterarme sind 45 bis 55 mm lang und das Gewicht liegt bei 18 bis 27 g. Auf der Oberseite ist dunkelbraunes Fell vorhanden, während die Unterseite heller ist. Kennzeichnend sind ein weißer Fleck auf der Nase oder zwischen den Augen sowie je ein weißer Fleck zwischen Augen und Ohren. Weitere Unterschiede zu nahen verwandten Flughunden liegen in abweichenden Details des Schädels und der Zähne.

## Verbreitung und Lebensweise
Harlekinflughunde leben in West- und Zentralafrika von Guinea bis zur Demokratischen Republik Kongo und Sambia. Sie halten sich in waldbedeckten Flach- und Bergländern auf.
Über das Verhalten ist nur wenig bekannt. Die Nahrung besteht aus verschiedenen Früchten. Ein Wurf enthält ein Neugeborenes.

## Arten
Handbook of the Mammals of the World (2019) und IUCN listen drei Arten:
- Der Bergmans-Harlekinflughund (Scotonycteris bergmansi) hat eine größere Population in Zentralafrika und eine kleinere in Westafrika.
- Der Hayman-Harlekinflughund (Scotonycteris occidentalis) kommt von der Elfenbeinküste bis Nigeria vor.
- Der Zenker-Harlekinflughund (Scotonycteris zenkeri) ist fast ausschließlich in Nigeria und Kamerun verbreitet.

Der Campo-Ma’an-Kurzschnauzenflughund (Casinycteris campomaanensis) wurde von dieser Gattung in die Gattung Kurzgaumen-Flughunde überführt.

## Gefährdung
Die IUCN listet den Zenker-Harlekinflughund in der Vorwarnliste (near threatened) und die anderen Arten als nicht gefährdet (least concern).